# Finale de la Coupe des clubs champions européens 1980-1981
La finale de la Coupe des clubs champions européens 1980-1981 est la 26e de l'histoire. Elle voit le Liverpool FC triompher pour la troisième fois en cinq saisons.

## Parcours des finalistes
Note : dans les résultats ci-dessous, le score du finaliste est toujours donné en premier (D : domicile ; E : extérieur).
| Liverpool FC  | Liverpool FC | Liverpool FC | Liverpool FC |                     | Real Madrid     | Real Madrid | Real Madrid | Real Madrid | Real Madrid |
| ------------- | ------------ | ------------ | ------------ | ------------------- | --------------- | ----------- | ----------- | ----------- | ----------- |
| Adversaire    | Total        | Aller        | Retour       | Tour                | Adversaire      | Total       | Aller       | Retour      |             |
| OPS Oulu      | 11 - 2       | 1 - 1 (E)    | 10 - 1 (D)   | Seizièmes de finale | Limerick FC     | 7 - 2       | 2 - 1 (E)   | 5 - 1 (D)   |             |
| Aberdeen FC   | 5 - 0        | 1 - 0 (E)    | 4 - 0 (D)    | Huitièmes de finale | Budapest Honvéd | 3 - 0       | 1 - 0 (D)   | 2 - 0 (E)   |             |
| CSKA Sofia    | 6 - 1        | 5 - 1 (D)    | 1 - 0 (E)    | Quarts de finale    | Spartak Moscou  | 2 - 0       | 0 - 0 (D)   | 2 - 0 (E)   |             |
| Bayern Munich | 1E - 1       | 0 - 0 (D)    | 1 - 1 (E)    | Demi-finales        | Inter Milan     | 2 - 1       | 2 - 0 (D)   | 0 - 1 (E)   |             |

## Feuille de match
| 27 mai 1981  | Liverpool FC   | 1 – 0   | Real Madrid | Parc des Princes, Paris                         |                                                 |
| 20 h 15 CEST | A. Kennedy 82e | (0 - 0) |             | Spectateurs : 48 360 Arbitrage : Károly Palotai | Spectateurs : 48 360 Arbitrage : Károly Palotai |
| 20 h 15 CEST | Rapport        |         |             | Spectateurs : 48 360 Arbitrage : Károly Palotai | Spectateurs : 48 360 Arbitrage : Károly Palotai |

| Liverpool | Real Madrid |

|               |    |                 |     |     |
|               |    |                 |     |     |
| G             | 1  | Ray Clemence    |     |     |
| D             | 2  | Phil Neal       |     |     |
| D             | 3  | Alan Kennedy    |     |     |
| D             | 4  | Phil Thompson   |     |     |
| M             | 5  | Ray Kennedy     | 29e |     |
| D             | 6  | Alan Hansen     |     |     |
| ATT           | 7  | Kenny Dalglish  |     | 85e |
| M             | 8  | Sammy Lee       |     |     |
| ATT           | 9  | David Johnson   |     |     |
| M             | 10 | Terry McDermott |     |     |
| M             | 11 | Graeme Souness  |     |     |
| Remplaçants : |    |                 |     |     |
| M             | 12 | Jimmy Case      |     | 85e |
| G             | 13 | Steve Ogrizovic |     |     |
| D             | 14 | Colin Irwin     |     |     |
| D             | 15 | Richard Money   |     |     |
| ATT           | 16 | Howard Gayle    |     |     |
| Entraineur :  |    |                 |     |     |
| Bob Paisley   |    |                 |     |     |

|                |    |                            |     |     |
|                |    |                            |     |     |
| GK             | 1  | Agustín Rodríguez          |     |     |
| DF             | 2  | Rafael García Cortés       |     | 87e |
| DF             | 3  | José Antonio Camacho       |     |     |
| MF             | 4  | Uli Stielike               | 59e |     |
| DF             | 5  | Andrés Sabido              |     |     |
| MF             | 6  | Vicente del Bosque         |     |     |
| FW             | 7  | Juanito                    |     |     |
| MF             | 8  | Ángel                      |     |     |
| FW             | 9  | Santillana                 |     |     |
| DF             | 10 | Antonio García Navajas     |     |     |
| FW             | 11 | Laurie Cunningham          |     |     |
| Remplaçants :  |    |                            |     |     |
| G              |    | Miguel Ángel González      |     |     |
| D              |    | Isidoro San José           |     |     |
| M              |    | Isidro                     |     |     |
| M              |    | Francisco García Hernández |     |     |
| M              | 16 | Francisco Pineda           |     | 87e |
| Entraineur :   |    |                            |     |     |
| Vujadin Boškov |    |                            |     |     |